# 존 애로우스미스
존 애로우스미스 ( John Arrowsmith, 1602년 3월 29일 - 1659년 2월 15일) 잉글랜드의 신학자이며 학자이다.
게이트헤드 근처에 태어나서 세인트 존스 칼리지 (케임브리지 대학교)에 입학하였다.
웨스트민스터 총회의 회원으로 장기의회에서 여러 번 설교를 하였다.

## 신학

### 간과교리
신학교리 중 간과(Preterition) 교리에 대하여 설명하였는 데, 그는 교부 중에 프리스퍼 (390 - 455 ca)를 언급하며 그 용어의 출처를 밝혀 내었다. 또한 유기된 자들은 생명의 책에 기록이 되어 있지 않음으로 설명을 하였다.

### 기독론
그는 그리스도가 만일 몸과 영혼인 인성을 갖지 않았다면, 몸과 영혼을 구하지 못했다고 주장하였다. '사람은 영혼과 몸이 연합함으로 온전한 사람이 된다.'
인성에 관한 로고스의 가정은 위격적 연합으로 불리며, 이것은 그의 인성이 로고스의 신성에 의존하기 때문이다. 그리스도의 인성은 그의 신성에 존속하고 있다.

## 저서
- Theanthropos